# Coussarea chiapensis
Coussarea chiapensis är en måreväxtart som beskrevs av Attila L. Borhidi. Coussarea chiapensis ingår i släktet Coussarea och familjen måreväxter. Inga underarter finns listade i Catalogue of Life.